# Crocidurinae
Die Crocidurinae, wie die größte Gattung auch bekannt als Weißzahn- oder Wimperspitzmäuse, sind eine Unterfamilie der Spitzmäuse (Soricidae) innerhalb der Insektenfresser (Eulipotyphla). Das Taxon enthält etwa 200 Arten, die auf 9 Gattungen aufgeteilt werden.

## Merkmale
Wie alle Spitzmäuse sind auch die Crocidurinae kleine Säugetiere mit Körperlängen von weniger als 15 Zentimetern mit einem in der Regel maximal 10 Zentimeter langen Schwanz. Bekannte Arten sind die Etruskerspitzmaus (S. etruscus), die zusammen mit der Schweinsnasenfledermaus als das kleinste Säugetier überhaupt gilt, und die Moschusspitzmaus (S. murinus), die mit bis zu fast 15 Zentimetern Körperlänge eine der größten Spitzmäuse ist.
Die Crocidurinae oder Weißzahnspitzmäuse zeichnen sich gegenüber den anderen Unterfamilien der Spitzmäuse vor allem durch den spezifischen Bau der Kiefer aus, bei dem die Gelenkflächen des Unterkiefers in der Regel nah beieinander liegen und auf der Lippenseite (labial) häufig verschmelzen. Das Foramen mentale, eine Knochenöffnung auf der Außenseite des horizontalen Astes des Unterkiefers, liegt hinter der vorderen Wurzel des Molaren M1 (während es bei den Soricinae vor dieser liegt), und der Prämolar P4 ist in seiner Form spezifisch. Im Gegensatz zu den meisten Soricinae weisen die Weißzahnspitzmäuse kein rotes Farbpigment an den Zahnwurzeln auf.

## Verbreitung
Die Crocidurinae leben mit fast 200 Arten in Eurasien, Südostasien und Afrika; in Amerika sowie in Australien fehlen sie.

## Lebensweise
Die Crocidurinae entsprechen in ihrer Lebensweise den typischen Spitzmäusen. Sie leben in der Regel auf dem Boden entweder im Bodenstreu oder in den oberen Bodenschichten und ernähren sich vor allem von wirbellosen Tieren wie Insekten, Spinnen, Regenwürmern oder Schnecken.

## Systematik
Die Weißzahnspitzmäuse bilden neben den Soricinae (auch Rotzahnspitzmäuse) und den Myosoricinae eine der drei Unterfamilien der Spitzmäuse innerhalb der Insektenfresser. Die Unterfamilie wurde von Henri Milne-Edwards 1872 wissenschaftlich erstbeschrieben. Ursprünglich waren auch die Gattungen Congosorex, Myosorex und Surdisorex in den Crocidurinae enthalten. Sie bilden heute die Myosoricinae.
Innerhalb der Crocidurinae werden etwa 200 Arten unterschieden, die zehn Gattungen zugeordnet werden. Die überwiegende Anzahl der Arten entfällt dabei auf die (Eigentlichen) Weißzahnspitzmäuse (Crocidura) mit etwa 170 Arten. Die Gattungen der Crocidurinae sind:
- Die (Eigentlichen) Weißzahnspitzmäuse (Crocidura), die mit etwa 170 Arten vor allem in Afrika und Südostasien verbreitet sind.
- Die Gescheckte Wüstenspitzmaus (Diplomesodon pulchellum) lebt im südlichen Russland und Zentralasien
- Die Kelaart-Langkrallenspitzmaus (Feroculus feroculus) auf Sri Lanka
- Palawanosorex mit der Palawan-Moosspitzmaus (P. muscorum) auf der philippinischen Insel Palawan und der Kinabalu-Moschusspitzmaus (P. ater) auf Borneo[3][4]
- Die Kongo-Wimperspitzmäuse (Paracrocidura) mit drei Arten im zentralen Afrika
- Die Ruwenzori-Spitzmaus (Ruwenzorisorex suncoides) endemisch nur im Ruwenzori-Gebirge in Afrika
- Die Panzerspitzmäuse (Scutisorex) in Zentralafrika
- Die Pearson-Langkrallenspitzmaus (Solisorex pearsoni) auf Sri Lanka
- Die Dickschwanzspitzmäuse (Suncus) mit rund 15 Arten im südlichen Europa, in Afrika und im südlichen und südöstlichen Asien
- Die Wald-Moschusspitzmäuse (Sylvisorex) mit 14 Arten im zentralen und südlichen Afrika